# OCAD
OCAD är ett kartprogram utvecklat av OCAD AG i Schweiz.  OCAD används för att skapa och redigera topografiska kartor, stadskartor och orienteringskartor.